# Bavenite
Bavenite é um mineral do grupo dos inossilicatos, constituído por aluminossilicato de cálcio e berílio, parte da série bavenite-bohseite. O nome deste mineral tomou como epónimo a sua localidade tipo, Baveno, na Itália. O nome deste mineral está aprovado pela IMA e foi conservado, o que significa que se refere a uma espécie mineral válida. Foi descrito em 1901 a partir de um granito rosa extraído na região do Lago Maggiore. Quando a bavenita foi descoberta, foi considerada como membro da série da zeólito, mas foi posteriormente retirada da série porque ao contrário das zeólites, a bavenita perde a água armazenada na sua rede cristalina a temperaturas bem mais alta, entre 210 e 320 °C. É um mineral barato, considerando a sua raridade.

## Descrição
A bavenite é composta principalmente por oxigénio (48,11%), silício (27,75%) e cálcio (17,65%), e contém alumínio (3,48%), berílio (2,81%) e hidrogénio (0,22%). É um mineral fracamente piezoelétrico e não é radioactivo. Apresenta hábito lamelar, desenvolvendo-se em camadas que se dividem em folhas finas. No entanto, é massivo, o que significa que não tem forma, pelo que os cristais singulares não podem ser distinguidos. Também ocorre em agregados radiais, o que significa que apresenta um centro a partir do qual os cristais irradiam sem produzir uma forma estelar. Os cristais que crescem em agregados radiais são separados e geralmente têm comprimentos diferentes. Nesse caso, os cristais individuais podem crescer de 1 mm a alguns centímetros de comprimento.
A bavenite pode ser determinada apenas com a ajuda de infravermelho ou raio-x. Geralmente é branca, mas também podem ocorrer outras variantes de cores. Devido à variação da composição química da bavenite, diferentes mecanismos de substituição foram levantados. No entanto, Canille conseguiu resolver sua estrutura graças a Berry, que sugeriu Be ⇌ Al direto com electroneutralidade. O sítio T(3) é ocupado por Si e Be, e Be e Al foram atribuídos aos tetraedros T(2) e T(4). Cannillo também propôs Be menor adicional para substituir Al em T(4).
A bavenite ocorre geralmente associada com berilo, fenaquite, bertrandite, quartzo, epídoto, stibnite, albite, ortoclase, titanite, clinozoisite e tremolite. Embora tenha sido descoberta em rochas ígneas, a bavenite foi mais tarde encontrada também em pegmatitos. 
A bavenita ocorre nos Alpes, onde foi criada como um produto da meteorização hidrotérmica de minerais portadores de berílio (principalmente berilo) através do metamorfismo. Neste último caso, o mineral ocorre com zeólito e prehnite. Também pode se formar por alteração a baixa temperatura de minerais contendo berilo e berílio, geralmente em ambientes mais alcalinos. Pode ocorrer como revestimento em conjunto com quartzo e feldspatos em pegmatitos miarolíticos.
Também ocorre como um pseudomorfo do berilo. Há um caso conhecido de ocorrência de sienito pneumatoliticamente alterado, onde a bavenite ocorre em cristais singulares sobre albite, com até 1,5 cm de comprimento por cristal. O mineral não era pseudomórfico neste caso.